# آنتون لوکوشک
آنتون لوکوشک (کرواتی: Antun Lokošek; ۲ ژانویهٔ ۱۹۲۰ – ۱۹۹۴) بازیکن فوتبال اهل کرواسی بود.
از باشگاه‌هایی که در آن بازی کرده‌است می‌توان به باشگاه فوتبال گراجانسکی زاگرب، باشگاه فوتبال هایدوک اسپلیت، باشگاه فوتبال واراژدین، و باشگاه فوتبال لوکوموتیو زاگرب اشاره کرد.
وی همچنین در تیم ملی فوتبال کرواسی بازی کرده‌است.